# Mario Paniati
Mario Paniati (Pecetto Torinese, 28 dicembre 1907 – Torino, 5 giugno 1932) è stato un calciatore italiano, di ruolo attaccante.

## Carriera
Vincitore di uno scudetto con la maglia della Juventus, muore a soli 24 anni a causa di una fulminea malattia.

## Palmarès
- Campionato italiano: 1

Juventus: 1925-1926